# 比尤拉 (堪薩斯州)
比尤拉為位在美國堪薩斯州克勞福德縣的非建制地區。此社區於1874年由一群衛理公會成員所設立。此社區之衛理公會教堂於1881年建成。此社區境內的郵政局於1874年12月31日開設，期間持續營運直到1955年3月15日終止。
比尤拉境內設有一座聖路易斯-舊金山鐵路車站。
比尤拉高中（Beulah High School）廢校之前，大學橄欖球教練和改革者荷馬·伍德森·哈吉斯曾赴該校。